# 布引滝 (京都府)
布引滝または布引の滝（ぬのびきのたき）は、京都府与謝郡伊根町本庄上にある滝。

## 特徴
与謝郡伊根町の本庄地区にあり、筒川の支流に位置している。丹後半島最大の滝であり、落差は約100mに及ぶ。流紋岩の岩壁をほぼ垂直に落下し、白布を長く垂れたように見えることが名称の由来である。滝の上流域の流域面積が小さいため、降雨日の翌日などでないと流れている滝を見ることができない。伊根町のランドマークの一つとなっている。

## 交通アクセス
公共交通機関
- 京都丹後鉄道宮豊線天橋立駅から丹海バスで「浦嶋神社」下車後徒歩10分[3]

自動車
- 京都縦貫自動車道宮津天橋立ICから国道176号と国道178号を経由して約55分[3]

## 周辺施設
- 本庄郵便局
- 伊根町立本庄小学校
- 伊根町立本庄中学校
- 浦嶋神社
- 水の江里浦嶋公園